# 三橋健也
三橋 健也（みつはし けんや、1997年7月11日 - ）は、日本の男子バドミントン選手。

## 経歴
高校時代は渡辺勇大とペアを組み、インターハイ個人戦ダブルス優勝や、全国高校選抜で個人戦ダブルス2連覇などの成績を残した。
高校卒業後は日本大学に進学。
2017年のユニバーシアード（世界大学生大会）に、玉手勝輝とのペアで出場。準決勝では、後の東京五輪金メダリストの李洋と李哲輝のペアを破り決勝に進出。決勝では金載煥 / 徐承宰に敗れ準優勝となった。
大学卒業後は、日本ユニシス（現BIPROGY）に入社。2歳年上の井上拓斗とペアを組む。2021年の全日本総合準優勝や、2022年の全日本社会人優勝などの成績を残した。

### 2023年
2023年からは、1歳年下の岡村洋輝とペアを組む。
9月のベトナム・オープンで優勝。BWFワールドツアー初タイトル獲得となった。
10月のインドネシア・インターナショナルチャレンジでは、決勝で韓国の奇東柱 / 金載煥を破って優勝。
翌週のインドネシア・マスターズ (スーパー100)では、決勝でチュン・ホンジャン / ムハマド・ハイカルを破って優勝した。
11月のジャパン・マスターズでは、1回戦で世界ランク9位のヘンドラ・セティアワン / モハマド・アッサンをストレートで破る。2回戦では、世界ランク6位で世界王者の姜敏赫 / 徐承宰をストレートで破り、準々決勝に進出した。準々決勝では、中国の何濟霆 / 任翔宇に敗れベスト8となった。

### 2024年
8月のジャパン・オープンでは、2回戦で五輪2連覇の王齊麟と邱相榤のペアを相手に、7-21, 23-21, 24-22の大接戦で勝利。